# Hoplia coeruleosignata
Hoplia coeruleosignata är en skalbaggsart som beskrevs av Moser 1916. Hoplia coeruleosignata ingår i släktet Hoplia och familjen Melolonthidae. Inga underarter finns listade i Catalogue of Life.